# Cunj
 Cunj   (olaszul: Zugni) falu Horvátországban, Isztria megyében. Közigazgatásilag Buzethez tartozik.

## Fekvése
Az Isztriai-félsziget északi részének közepén, Pazintól 24 km-re északkeletre, községközpontjától 6 km-re délkeletre, a 44-es számú főúttól délre fekszik.

## Története
A falunak 1857-ben 129, 1910-ben 54 lakosa volt. 2011-ben 19 lakosa volt.

## Lakosság
| Lakosság változása | Lakosság változása | Lakosság változása | Lakosság változása | Lakosság változása | Lakosság változása | Lakosság változása | Lakosság változása | Lakosság változása | Lakosság változása | Lakosság változása | Lakosság változása | Lakosság változása | Lakosság változása | Lakosság változása | Lakosság változása |
| ------------------ | ------------------ | ------------------ | ------------------ | ------------------ | ------------------ | ------------------ | ------------------ | ------------------ | ------------------ | ------------------ | ------------------ | ------------------ | ------------------ | ------------------ | ------------------ |
| 1857               | 1869               | 1880               | 1890               | 1900               | 1910               | 1921               | 1931               | 1948               | 1953               | 1961               | 1971               | 1981               | 1991               | 2001               | 2011               |
| 129                | 140                | 46                 | 48                 | 41                 | 54                 | 0                  | 0                  | 64                 | 58                 | 36                 | 16                 | 12                 | 16                 | 17                 | 19                 |